# 戴士琳
戴士琳（？—？），字元镇，號剡山，直隸上海縣人，明朝政治人物。

## 生平
萬曆七年（1579年）己卯科應天鄉試第六十八名舉人，二十三年（1595年）成乙未科會試第七十三名，廷試三甲第一百二十八名進士，刑部觀政，八月授官廣東曲江县知县，卒于官。

## 家族
曾祖戴思，封湖廣按察司佥事。祖戴邦重，恩例儒官。父戴大桂，增廣生。母宋氏，继母徐氏。具庆下。